# Deutsche EuroShop
Die Deutsche EuroShop AG mit Sitz in Hamburg (vormals in Eschborn bei Frankfurt am Main) ist eine deutsche Aktiengesellschaft, die sich ausschließlich auf Investitionen in Shoppingcenter spezialisiert hat; sie ist zurzeit an 21 Einkaufszentren in Deutschland, Österreich, Polen, Tschechien und Ungarn beteiligt. Die Deutsche EuroShop ging im Jahr 2000 aus der Deutschen Bank hervor und ist seit 2001 eines der größten an der Börse Frankfurt notierten Immobilienunternehmen. Das Unternehmen ist eine Dachgesellschaft mit einer Bilanzsumme von 4.364,4 Mio. Euro und einem Umsatz von 271,4 Mio. Euro im Geschäftsjahr 2024.

## Geschichte
Gegründet wurde das Unternehmen am 10. Oktober 1997 als reine Vorratsgesellschaft mit dem Namen TORWA Beteiligungs AG. Am 21. August 2000 erfolgte die Umfirmierung zu Deutsche EuroShop. Die Deutsche Grundbesitz Management GmbH war zu diesem Zeitpunkt Alleinaktionär und stellte dem Unternehmen 580 Mio. Euro als Kapitalrücklage ohne Gegenleistungsverpflichtung zur Verfügung, mit dessen Mitteln im September 2000 von der Deutsche Grundbesitz Management GmbH, der DI Deutsche Immobilien Treuhandgesellschaft sowie der DB Immobilienfonds Kappa Dr. Rühl KG die Beteiligungen an acht Einkaufscentern gekauft wurden. Das Management wurde 2001 über die ECE Projektmanagement GmbH & Co. KG betrieben.
Seit 2. Januar 2001 befindet sich die Deutsche EuroShop AG an der deutschen Börse und der gesamte Emissionserlös floss der Deutsche Grundbesitz Management GmbH (später Namensänderung in DB Real Estate) zu, einer Tochtergesellschaft der Deutschen Bank. Vorstandsvorsitzende waren Knut Neuss und Jürgen Wundrack, Aufsichtsratsvorsitzender Helmut Ullrich. Das Unternehmen wurde von 2003 bis 2015 durch Claus-Matthias Böge, von 2015 bis 2022 durch Wilhelm Wellner, und seit 2022 durch Hans-Peter Kneip als Vorstandsvorsitzende geführt. Am 15. April 2003 erfolgte die Aufnahme in den Prime Standard und am 14. Juli 2003 in den SDAX. Am 2. Januar 2004 folgte die Aufnahme in den EPRA-Index und seit dem 20. September 2004 in den MDAX, den sie am 23. September 2019 wieder verlassen musste. Im Anschluss befand sie sich erneut im SDAX. Daneben gibt es ein Listing im norddeutschen Regionalindex HASPAX. Am 10. November 2005 flossen dem Unternehmen aus einer Kapitalerhöhung ca. 67 Mio. Euro zu. Weitere Kapitalerhöhungen folgten am 7. Juli 2009 und am 1. Februar und 23. November 2010, die dem Unternehmen insgesamt 322 Mio. Euro einbrachten. Im November 2012 hat die Deutsche EuroShop AG mit der Platzierung einer Wandelanleihe und von Aktien aus einer Kapitalerhöhung einen Emissionserlös in Höhe von rund 167,7 Mio. Euro erzielt. Die Wandelanleihe wurde im November 2017 final zu 99,5 % gewandelt, die Gesamtzahl der Aktien betrug damit 61.783.594.
Durch die COVID-19-Pandemie erlitt die Deutsche EuroShop Mietausfälle in der ersten Jahreshälfte 2020 von 24,2 %. Auch die Bewertung des Immobilienvermögens wurde um durchschnittlich 5,5 % abgewertet.
Ein freiwilliges öffentliches Übernahmeangebot der Hercules BidCo GmbH erreichte am 8. Juli 2022 die zuvor definierte Mindestannahmeschwelle und zugleich wurden alle weiteren Angebotsbedingungen erfüllt. Hinter der Hercules BidCo GmbH steht ein Konsortium aus den Unternehmen Oaktree Capital Management und CURA Vermögensverwaltung, dem Family-Office der Familie Otto. Infolge der erfolgreichen Übernahme musste die Deutsche EuroShop AG den SDAX am 19. September 2022 verlassen. Im Zuge der Annahme des Übernahmeangebots erklärten die beiden Vorstände, Wilhelm Wellner († 2022) und Olaf Borkers, dass sie aus dem Unternehmen ausscheiden werden.
Am 1. Oktober 2022 übernahm Hans-Peter Kneip die Leitung der Deutsche EuroShop AG als Alleinvorstand. Nach Abklingen der COVID-19-Pandemie erlebte die Deutsche EuroShop AG steigende Kundenzahlen und Mieterumsätze. Zu Beginn des Jahres 2023 wurden Anteile an sechs Shoppingcentern erworben und es erfolgte eine Kapitalerhöhung über ca. 315 Mio. Euro. Weiterhin wurden erhöhte Investitionen in die eigenen Shoppingcenter getätigt. Infolge der neuen Ausrichtung des Unternehmens und des gestiegenen Aktienkurses kehrte die Deutsche EuroShop AG am 23. September 2024 in den SDAX zurück und gehörte seitdem wieder zu den größten gelisteten Unternehmen im Regulierten Markt der Frankfurter Wertpapierbörse.
Am 28. März 2025 gab die Deutsche EuroShop AG die erneute Bestellung von Hans-Peter Kneip als CEO bekannt. Am 10. April 2025 präsentierte Vorstandschef Kneip die Erweiterung des Main-Taunus-Zentrums in Sulzbach bei Frankfurt am Main um den „Food Garden“, ein eigens für das Shoppingcenter entwickeltes, parkähnliches Gastronomieareal auf 9000 Quadratmetern mit acht Restaurants, unter anderem The ASH, L’Osteria und ALEX. Am 11. Juni 2025 platzierte die Deutsche EuroShop AG ihren ersten Green Bond über 500 Mio. Euro, der auf großes Investoreninteresse stieß und siebenfach überzeichnet war. Mitte 2025 wurden die Shoppingcenter der Deutsche EuroShop AG nach Jahren rückläufiger Immobilienbewertungen erstmals wieder leicht aufgewertet.

## Aktionärsstruktur
Das Grundkapital der Gesellschaft ist in 76.464.319 Aktien eingeteilt. Mit Stand August 2025 hatte die Deutsche EuroShop AG über 10.000 Aktionäre. 76,4 % der Aktien befinden sich im Besitz der Hercules BidCo GmbH, einem Konsortium aus den Unternehmen Oaktree Capital Management und CURA Vermögensverwaltung, dem Family-Office der Familie Otto. Zweitgrößte Aktionärin ist Maren Otto, die Ehefrau von Werner Otto. Der Streubesitz beträgt 17,0 %.

## Unternehmensführung

### Vorstand
Das Unternehmen wird von Hans-Peter Kneip als Alleinvorstand geführt.

### Aufsichtsrat
Der Aufsichtsrat besteht aus neun Mitgliedern. Vorsitzender ist Peter Ballon.

## Beteiligungen
Deutschland
- A10 Center, Wildau (100 %)

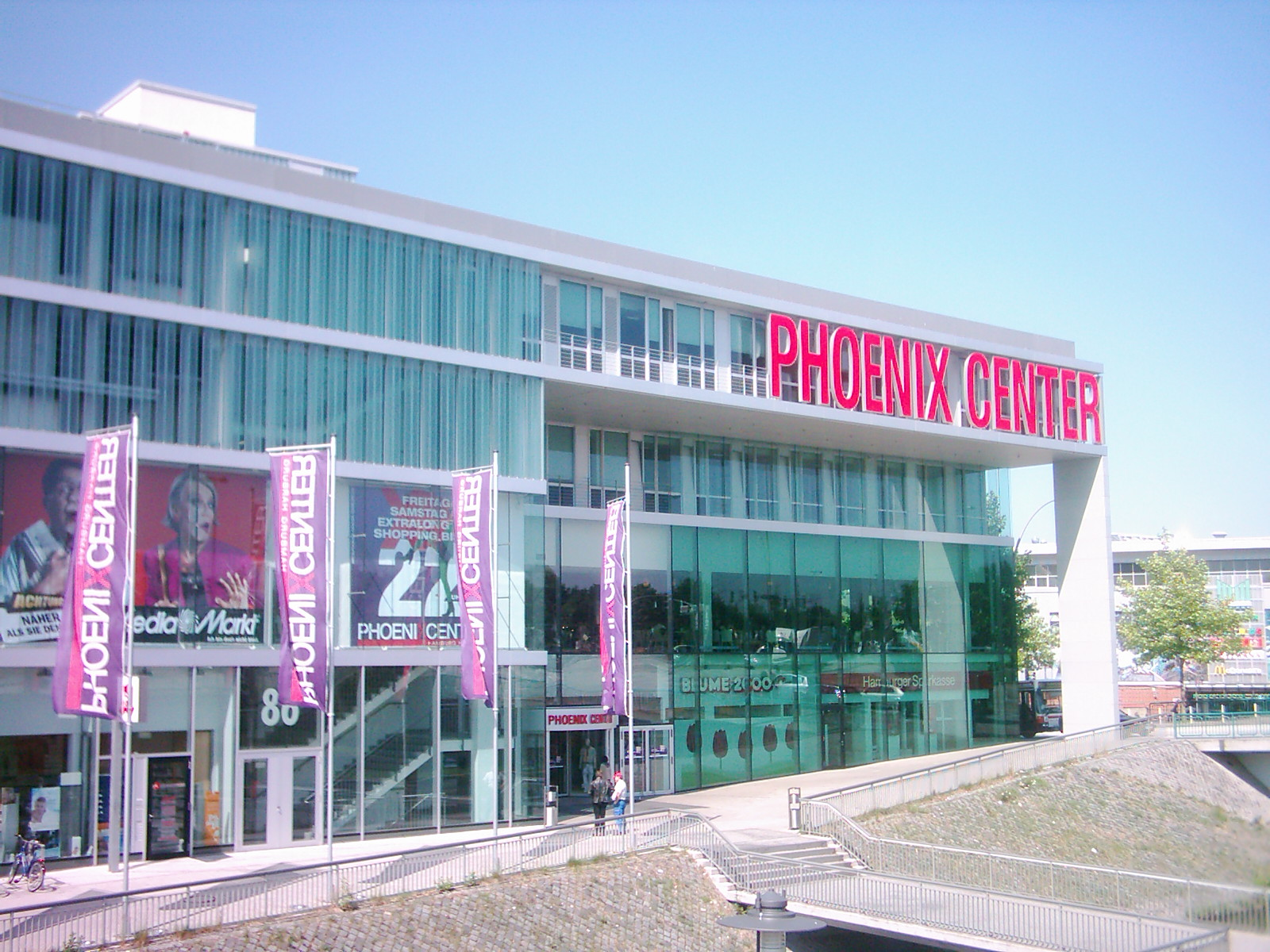
Phoenix Center in Hamburg-Harburg

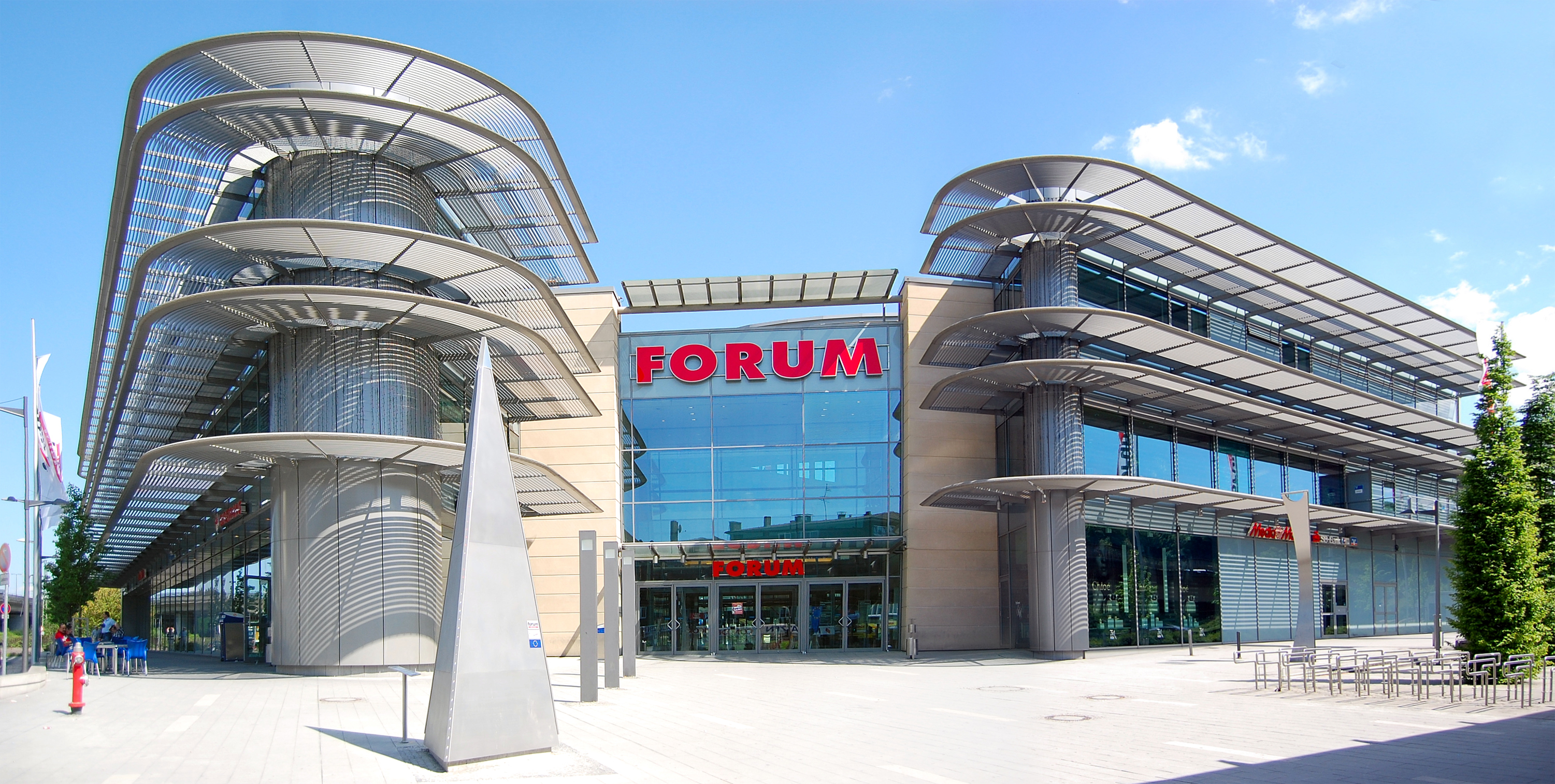
Forum Wetzlar in Wetzlar

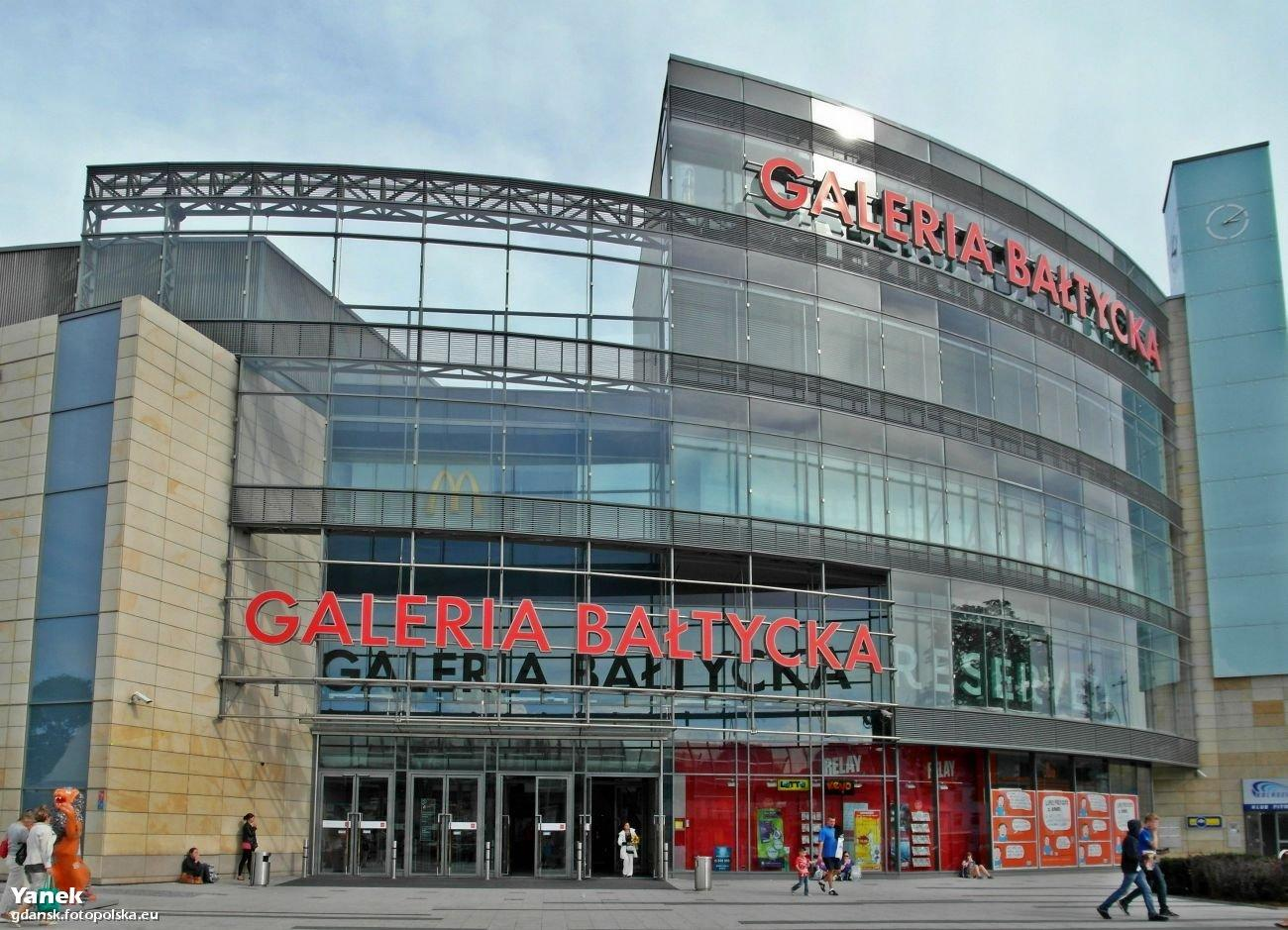
Galeria Bałtycka in Danzig (Polen)

- Rhein-Neckar-Zentrum, Viernheim (100 %)
- Main-Taunus-Zentrum, Sulzbach (52,01 %)
- Forum, Wetzlar (100 %)
- City-Galerie, Wolfsburg (100 %)
- Altmarkt-Galerie, Dresden (100 %)
- City-Arkaden, Wuppertal (100 %)
- Allee-Center, Hamm (100 %)
- Phoenix-Center, Hamburg-Harburg (75 %)
- City-Point, Kassel (100 %)
- Rathaus-Center, Dessau (100 %)
- Stadtgalerie, Passau (100 %)
- Stadt-Galerie, Hameln (100 %)
- Billstedt-Center, Hamburg (100 %)
- Allee-Center, Magdeburg (100 %)
- Herold Center, Norderstedt (100 %)
- Saarpark-Center, Neunkirchen (95,14 %)

Europa
- Árkád, Pécs (Ungarn) (50 %)
- City-Arkaden, Klagenfurt (Österreich) (50 %)
- Galeria Bałtycka, Danzig (Polen) (100 %)
- Olympia, Brno (Tschechien) (100 %)